# Майтыг, Ахмед
Ахмед Омар Ахмед Майтыг (араб.  أحمد عمر أحمد معيتيق ‎; род. 1972, Мисрата) — ливийский государственный и политический, премьер-министр страны с 25 мая по 9 июня 2014 года.

## Биография

### Молодые годы
Ахмед Омар Ахмед Майтыг родился в 1972 году в городе Мисрата. С 1994 по 1993 годы учился на факультете глобальных экономических исследований Лондонского университета, и факультете делового администрирования Европейского университета в Лондоне, после чего начал карьеру бизнесмена.

### Пост премьер-министра Ливии
4 мая 2014 года Ахмед Майтыг был избран новым премьер-министром Ливии после отставки исполняющего обязанности Абдаллы Абдуррахмана ат-Тани. За кандидатуру Майтыга проголосовал 121 депутат Всеобщего национального конгресса после нескольких неудачных сессий с препирательствами, невозможности с первого раза набрать кворум в 120 голосов во время голосования, и протеста со стороны депутатов от неисламистских партий. Вице-спикер Всеобщего национального конгресса Салех аль-Махзун провозгласил Майтыга новым премьер-министром и привёл его к присяге на церемонии, транслировавшейся по государственному телевидению. Председатель конгресса Нури Абусамэйни отсутствовал на голосовании, после того как генеральный прокурор начал расследование по факту обнародования видео с ночным визитом двух женщин к его дому. Майтыгу дали две недели для формирования нового правительства.
Однако после этого в СМИ появилась информация о пересчёте голосов, и заместитель председателя ВНК Эзеддин аль-Авами, в письме адресованном исполняющему обязанности премьер-министра Абдалле Абдуррахману ат-Тани, сказал, что Майтыг смог заручиться поддержкой только 113 депутатов вместо необходимых 120 голосов, признал его избрание недействительным, сказав, что ат-Тани продолжит исполнять обязанности премьер-министра до избрания нового. Но затем, решив поставить точку в процессе политической нестабильности, Президент Всеобщего национального конгресса Ливии Нури Абусамэйни 5 мая утвердил Ахмеда Майтыга в должности нового премьер-министра:
Ахмед Омар Майтыг был назначен главой переходного правительства, ему поручено в течение 15 дней сформировать кабинет и представить его для утверждения в Нацконгресс.
19 мая в правительстве премьер-министра страны Абдуллы Абдурахмана ат-Тани предложили снова провести голосование по утверждению премьер-министра. 25 мая Всеобщий национальный конгресс Ливии 78 голосами снова избрал Ахмеда Майтыга на пост премьер-министра.
18 мая Майтыг вынес свой список членов правительства на рассмотрение в Конгресс. По итогам проведённого 25 мая голосования 83 из 94 депутатов, принявших участие в голосовании, одобрили список министров.
27 мая рано утром неизвестные вооружённые лица выпустили по дому Майтыга реактивный снаряд и вступили в перестрелку с его охраной. Сам Майтыг и его родные находились в доме и никто из них не пострадал. Один боевик был убит, ещё один получил ранения и был задержан.
В послании Министерства юстиции Ливии, направленном в секретариат правительства говорится о непризнании решения Всеобщего национального конгресса, вынесшего 25 мая вотум доверия правительству Майтыга. Отмечается, что к такому выводу пришёл правовой кабинет министерства, детально изучивший ход заседания, и по мнению экспертов, там не было предусмотренного правовыми нормами кворума — правительство поддержало лишь 83 из 93 присутствовавших депутатов (при необходимых 120 плюс один голос из 200). Это правительство не было признано и пообещавшим искоренить террористов отставным генералом Халифой Хифтером, войска которого 16 мая начали операцию «Достоинство» против радикальных исламистских группировок, и готового сотрудничать только с Абдаллой Абдуррахманом ат-Тани. 28 мая Конгресс официально известил его о вынесении вотума доверия правительству Майтыга, а ат-Тани отказался покинуть свой пост.
29 мая новое правительство Майтыга провело первое заседание в одном из отелей Триполи. По словам представителя Майтыга, на повестке дня стояли вопросы безопасности государства и обсуждение планов на ближайшую перспективу. Официальное здание правительства было занято временным правительством под руководством Абдаллы Абдуррахмана ат-Тани, который намерен продолжить исполнять свои обязанности и в судебном порядке решить вопрос правомочности назначения нового правительства.
3 июня правительство Майтыга приступило к исполнению обязанностей. Позже, боевики обстреляли из гранатомета офис премьер-министра Майтыга, но никто не пострадал, а сам Майтыг в здании не находился.
4 июня премьер-министр временного правительства Абдалла Абдуррахман Ат-Тани заявил, что скоро покинет свой пост, однако заявив, что передать власть Майтыгу готов лишь только после того, как во Всеобщем национальном конгрессе будет достигнуто взаимопонимание по поводу законности избрания последнего новым премьер-министром, либо же суд утвердит результаты голосования, отметив, что не имеет каких-либо разногласий с правительством Майтыга. Ат-Тани напомнил, что возглавляемое им правительство по-прежнему исполняет свои обязанности. Ранее, было объявлено, что Высший конституционный суд Ливии рассмотрит на неделе вопрос о легитимности назначения Майтыга премьер-министром.
5 июня Высший конституционный суд Ливии своим постановлением объявил, что избрание Ахмеда Майтыга премьер-министром незаконно, так как противоречит положениям Конституционной декларации. 9 июня Высший конституционный суд Ливии вынес окончательное решение о неконституционности избрания Ахмеда Майтыга премьер-министром. Решение суда не может быть обжаловано. Во Всеобщем национальном конгрессе заявили о согласии с вердиктом. На пресс-конференции в Триполи, Ахмед Майтыг сказал, что «я уважаю решение суда о незаконности моего назначения и подчиняюсь ему».

### Пост вице-премьера Ливии
8 октября 2015 года, на пресс-конференции по итогам мирных переговоров в Схирате (Марокко), специальный посланник ООН по Ливии Бернардино Леон объявил о том, что кандидатура Ахмеда Майтыга предложена на посты члена президентского совета и заместителя премьер-министра Файеза Сараджа в новом правительстве национального единства Ливии.
29 июня 2016 в должности заместителя премьер-министра в правительстве национального согласия Ливии совершил официальный визит в Москву, в рамках которого встретился со специальным представителем президента России по Ближнему Востоку и Африке Михаилом Богдановым,.